# 弗留利地区阿耶洛
弗留利地区阿耶洛（義大利語：Aiello del Friuli）是意大利乌迪内省的一个市镇。总面积13平方公里，人口2234人，人口密度171.8人/平方公里（2009年）。ISTAT代码为030001。